# كأس نيوزيلندا 1983
كأس نيوزيلندا 1983 (بالإنجليزية: 1983 Chatham Cup)‏ هو موسم من كأس نيوزيلندا. فاز فيه نادي يونيفرستي ماونت ولينغتون.